# Vallons-de-l'Erdre
Vallons-de-l'Erdre é uma comuna francesa na região administrativa do País do Loire, no departamento de Loire-Atlantique. Estende-se por uma área de 189.21 km². Em 2010 a comuna tinha 6 676 habitantes (densidade: 35,3 hab./km²).
Foi criada em 1 de janeiro de 2018, a partir da fusão das antigas comunas de Saint-Mars-la-Jaille (sede da comuna), Bonnœuvre, Freigné (parte do departamento de Maine-et-Loire antes de 2018), Maumusson, Saint-Sulpice-des-Landes e Vritz.